# Médaille de la Victoire interalliée (Italie)
Pour les articles homonymes, voir Médaille interalliée 1914-1918.

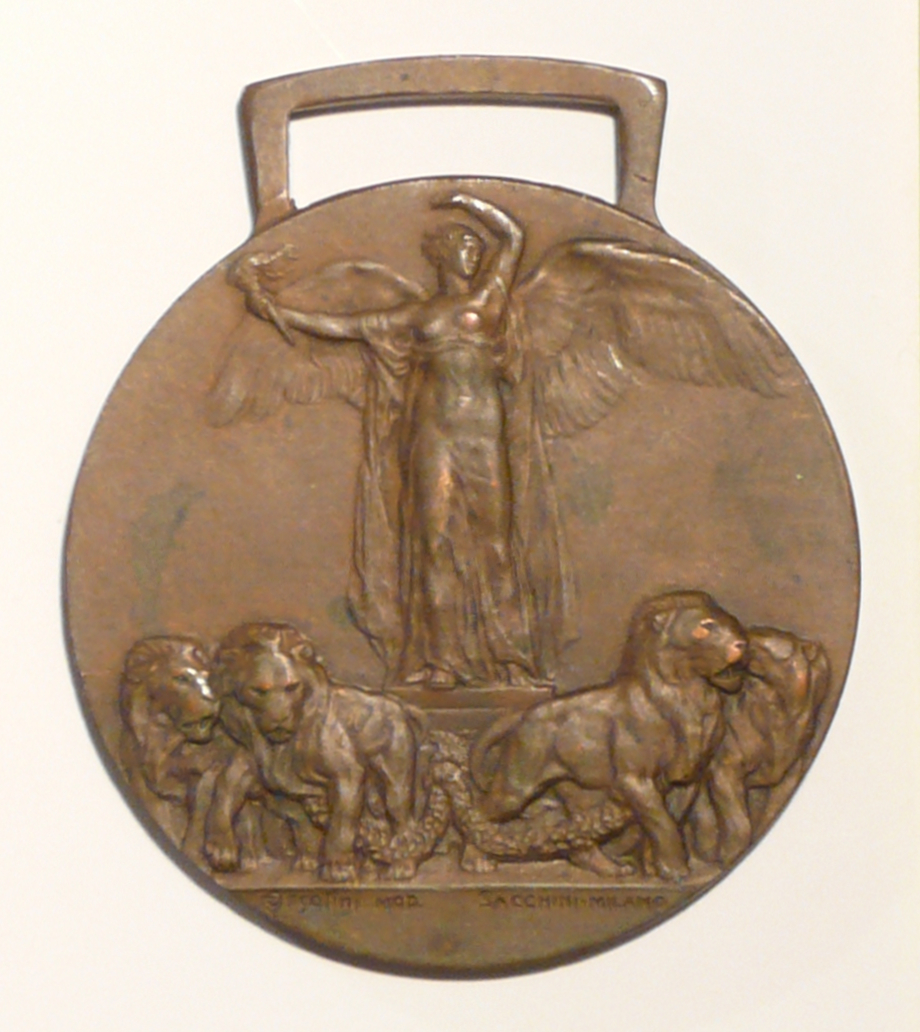
Médaille de la Victoire interalliée.

La Médaille de la Victoire interalliée (en italien : Medaglia interalleata della vittoria or Medaglia della vittoria commemorativa della grande guerra per la civiltà) est une décoration militaire italienne instituée par le décret royal no 918 le 16 décembre 1920.
Cette médaille est le modèle italien de la médaille interalliée 1914-1918 dite de la Victoire, "commune" à tous les pays alliés de la Première guerre mondiale. Le principe de cette médaille a été adopté par tous les Alliés (Belgique, Brésil, Cuba, Tchécoslovaquie, France, Grèce, Italie, Japon, Portugal, Roumanie, Siam (Thaïlande), Afrique du Sud, États-Unis) en mars 1919. Cette décoration, dont le module diffère d'un pays à l'autre, a la particularité d'avoir un ruban identique.
Elle est décernée à tout soldat des forces armées italiennes ayant servi pendant au moins quatre mois dans une zone relevant de la juridiction des forces armées. 2 000 000 médailles furent décernées au total.